# 世古真臣
世古 真臣（せこ まおみ、1926年1月8日 - 2005年11月11日）は、日本の経営者、工学博士。旭化成工業社長を務めた。

## 経歴
三重県尾鷲市出身。旧制静岡県立静岡中学校、旧制静岡高等学校を経て、1948年、東京大学工学部電気工学科卒業。同年、旭化成工業に入社。研究に携わり、1973年に取締役に就任し、常務、専務を経て、1979年6月に副社長に就任した。1985年6月に社長に昇格し、1989年6月に副会長に就任し、1993年6月からは相談役を務めた。
1974年と1978年に大河内賞、1975年と1979年に日本化学会賞、1980年に電気化学会賞、1981年に高分子学会賞、1990年4月に日本原子力学会特賞を受賞。1984年4月に紫綬褒章を受章。2005年11月11日、敗血症のために死去。79歳没。